# Humanes
Humanes település Spanyolországban, Guadalajara tartományban. Humanes Alarilla, Mohernando, Robledillo de Mohernando, Puebla de Beleña, Cogolludo és Montarrón községekkel határos. Lakosainak száma 1784 fő (2024).

## Népesség
A település népessége az utóbbi években az alábbiak szerint változott:
| Lakosok száma | 1194 | 1272 | 1351 | 1521 | 1521 | 1539 | 1466 | 1496 | 1577 | 1784 |
|               | 2001 | 2004 | 2006 | 2009 | 2011 | 2014 | 2016 | 2019 | 2021 | 2024 |